# Андерс Лассен
Андерс Фредерік Еміль Віктор Шау Лассен VC, MC (дан. Anders Frederik Emil Victor Schau Lassen; 22 вересня 1920, Копенгаген — 9 квітня 1945, Комаккьо) — данський військовий, майор Британської армії, кавалер ряду британських орденів (у тому числі Хреста Вікторії). Відзначився в боях в Італії: самотужки придушив три ворожі позиції, отримав смертельне поранення, але не залишив поле бою, рятуючи своїх підопічних.

## Біографія
Батьки — Еміль Віктор Шау Лассен та Сюзанн Марія Сігне Лассен. Родина родом з кварталу Нугавн. Двоюрідний брат — Аксель фон дем Буссхе, автор невдалого замаху на Гітлера в 1943 році. Андерс служив на данському торговельному флоті та прибув до Англії в 1940 році, рятуючись від німців. Заступив на службу в командос, в 62-й підрозділ рядовим. За участь в
На початку 1943 року 62-й підрозділ був розпущений, а його членів розподілили за іншими: Лассен був відправлений на Близький Схід спочатку в Спеціальну човнову, а потім в Спеціальну повітряну службу. Частина його товаришів по службі також потрапила в SAS, у 2-й загін під командуванням Білла Стірлінга, брата Девіда Стірлінга. У Спеціальній човновій службі Лассен дослужився до звання майора до жовтня 1944 року. Воював у Північно-Східній Європі, Північній Африці та Італії, десантувався на Крит та Егейські острови, був у складі військових місій у Греції та Югославії. 27 вересня 1943 і 15 лютого 1944 нагороджений Військовими хрестами (кавалер Хреста з двома розетками).
4 вересня 1945 року в London Gazette була опублікована замітка про присвоєння Хреста Вікторії майору Лассену:
Король милостиво представив посмертно до нагородження Хрестом Вікторії: майора (тимчасового) Андерса Фредеріка Еміля Віктора Шау Ласена (номер 234907), загальний список. В Італії, в ніч з 8 на 9 квітня 1945 майор Лассен отримав наказ очолити патруль з одного офіцера та 17 інших солдатів, щоб провести рейд до північного узбережжя озера Комаккіо. Його завданням було завдати якомога більшої шкоди, посіяти якомога більшу паніку, справити враження великої висадки і захопити полонених.

У минулому провести розвідку було неможливо, і група опинилася на вузькій дорозі, оточеної з обох боків водою. Майор Лассен, який супроводжувався двома розвідниками, вів своїх солдатів по дорозі до міста. Їм кинули виклик після приблизно 500 ярдів з початку руху. Спроба розвіяти підозри шляхом пояснення, що вони є рибалками, що повертаються додому, успіху не мала, тому після спроби пройти вартового був відкритий кулеметний вогонь як з основної позиції, так і з інших двох будинків у тилу. Майор Лассен особисто закидав їх гранатами та знищив першу позицію з чотирма німцями та двома кулеметами. Ігноруючи шквал куль, яким обстрілювали дорогу з трьох ворожих позицій і ще однією з 300 ярдів вниз дорогою, він помчав уперед, щоб зайняти другу позицію під прикриттям вогню від підкріплення. Кинувши ще кілька гранат, він заглушив і цю позицію, яку потім зайняв патруль. Було вбито двох солдатів, двох полонених, двох кулеметів замовкли. На цей момент у загону були втрати, яке вогнева міць значно знизилася. Все ще під ураганом вогню майор Лассен згуртував і перегрупував свої сили, спрямувавши вогонь на третю позицію. Рухаючись уперед, він кинув ще кілька гранат, що спричинило крики «Kamerad». Потім він пройшов ще три або чотири ярди, щоб пробратися до ворога зовні і змусити їх здатися. Незважаючи на заклики виходити, він був убитий шпандауським вогнем з лівого флангу і був смертельно поранений, впавши на землю, але навіть під час падіння він встиг кинути гранату, поранивши кілька окупантів і дозволивши патрулю захопити цю останню позицію.
Майор Лассен відмовився від евакуації, оскільки заявив, що це завадить евакуації як такій і поставить під загрозу подальші життя, а оскільки боєприпаси вичерпані, солдати змушені були відступити. Завдяки чудовому керівництву і повній зневагі до особистої безпеки майор Лассен перед особливою перевагою все ж досяг своїх цілей. Три позиції були знищені: з урахуванням шести кулеметів, восьми вбитих та інших поранених у противника, і навіть двох полонених. Високе почуття відданості обов'язку і повагу, якою він користувався у людей і яких вів, разом із власною чудовою мужністю дозволили майору Лассену виконати всі завдання, що стояли перед ним, з успіхом.
Оригінальний текст (англ.)
The KING has been graciously pleased to approve the posthumous award of the Victoria Cross to: Major (temporary) Anders Frederik Emil Victor Schau LASSEN, M.C. (234907), General List. In Italy, on the night of 8/9 April 1945, Major Lassen was ordered to take out a patrol of one officer and seventeen other ranks to raid the north shore of Lake Comacchio. His tasks were to cause as many casualties and as much confusion as possible, to give the impression of a major landing, and to capture prisoners.
No previous reconnaissance was possible, and the party found itself on a narrow road flanked on both sides by water. Preceded by two scouts, Major Lassen led his men along the road towards the town. They were challenged after approximately 500 yards from a position on the side of the road. An attempt to allay suspicion by answering that they were fishermen returning home failed, for when moving forward again to overpower the sentry, machinegun fire started from the position, and also from two other blockhouses to the rear.
Major Lassen himself then attacked with grenades, and annihilated the first position containing four Germans and two machineguns. Ignoring the hail of bullets sweeping fire road from three enemy positions, an additional one having come into action from 300 yards down the road, he raced forward to engage the second position under covering fire from the remainder of the force. Throwing in- more grenades he silenced this position which was then overrun by his patrol. Two enemy were killed, two captured and two more machine-guns silenced. By this time the force had suffered casualties and its firepower was very considerably reduced. Still under a heavy cone of fire Major Lassen rallied and reorganised his force and brought his fire to bear on the third position. Moving forward himself he flung in more grenades which produced a cry of " Kamerad «. He then went forward to within three or four yards of the position to order the enemy outside, and to take their surrender. Whilst shouting to them to come out he was hit by a burst of spandau fire from the left of the position and he fell mortally wounded, but even whilst falling he flung a grenade, wounding some of the occupants, and enabling his patrol to dash in and capture this final position.
Major Lassen refused to be evacuated as he said it would impede the withdrawal and endanger further lives, and as ammunition was nearly exhausted the force had to withdraw. By his magnificent leadership and complete disregard for his personal safety, Major Lassen had, in the face of overwhelming superiority, achieved his objects.
Three positions were wiped out, accounting for six machine guns, killing eight and wounding others of the enemy, and two prisoners were taken. The high sense of devotion to duty and the esteem in which he was held by the men he led, added to his own magnificent courage, enabled Major Lassen to carry out all the tasks he had been given with complete success.
— 
Лассен похований на військовому цвинтарі на мисі Аргента, його Хрест Вікторії виставлений у Музеї Опору в Копенгагені. Крім цього, Лассен був нагороджений наступними хрестами та медалями:
- Британський Воєнний Хрест (з двома розетками)
- Зірка 1939—1945 років
- Африканська зірка
- Італійська зірка
- Медаль оборони
- Військова медаль 1939—1945 років
- Данська пам'ятна медаль Крістіана X
- Грецький військовий хрест